# Friendica
Friendica – wolna, otwartoźródłowa i zdecentralizowana sieć społecznościowa należąca do federacji Fediwersum. Pierwsza wersja aplikacja została wydana w lipcu 2010 roku.
Friendica jest częścią większej sieci, zwanej Fediwersum, do której należą również inne aplikacje korzystające z tego samego protokołu, m.in. Mastodon i PeerTube.  